# Coupe de Scandinavie
La Coupe de Scandinavie est une compétition annuelle de ski de fond organisée par la Fédération internationale de ski. Elle consiste en une série de courses disputée par des skieurs venant de Norvège, Suède, Finlande, Estonie ou encore de Lettonie, même si d'autres nationalités peuvent participer. Le vainqueur se voit attribuer une place pour la Coupe du monde, au début de la saison suivante. Les athlètes engagés sont soit des fondeurs ayant échoué à être choisis ou maintenus dans les sélections en Coupe du monde, soit des jeunes cherchant à acquerir une expérience internationale afin de percer au plus haut niveau.

## Palmarès

### Hommes
| Saison    | Nr. 1                   | Nr. 2                   | Nr. 3                                     |
| --------- | ----------------------- | ----------------------- | ----------------------------------------- |
| 2004/2005 | John Anders Gaustad     | Stig Rune Kveen         | Remi Andersen                             |
| 2005/2006 | Petter Northug          | Øystein Pettersen       | Fredrik Persson                           |
| 2006/2007 | Øystein Pettersen       | Krister Trondsen        | John Kristian Dahl                        |
| 2007/2008 | Hans Petter Lykkja      | Fredrik Östberg         | John Anders Gaustad                       |
| 2008/2009 | Roger Aa Djupvik        | Geir Ludvig Aasen Ouren | Jesper Modin                              |
| 2009/2010 | Kristian Tettli Rennemo | Hans Petter Lykkja      | Sjur Røthe                                |
| 2010/2011 | Finn Hågen Krogh        | Hans Petter Lykkja      | Øyvind Gløersen                           |
| 2011/2012 | John Kristian Dahl      | Kristian Tettli Rennemo | Fredrik Karlsson                          |
| 2012/2013 | Tomas Northug           | Snorri Einarsson        | Hans Christer Holund                      |
| 2013/2014 | Simen Østensen          | Daniel Myrmæl Helgestad | Emil Iversen                              |
| 2014/2015 | Hans Christer Holund    | Mathias Rundgreen       | Sindre Bjørnestad Skar                    |
| 2015/2016 | Martin Løwstrøm Nyenget | Johan Hoel              | Daniel Myrmæl Helgestad                   |
| 2016/2017 | Håvard Solås Taugbøl    | Daniel Stock            | Daniel Myrmæl Helgestad Mathias Rundgreen |
| 2017/2018 | Martin Løwstrøm Nyenget | Eirik Sverdrup Augdal   | Daniel Stock                              |
| 2018/2019 | Mattis Stenshagen       | Daniel Stock            | Harald Østberg Amundsen                   |

### Femmes
| Saison    | Nr. 1                       | Nr. 2                     | Nr. 3                |
| --------- | --------------------------- | ------------------------- | -------------------- |
| 2004/2005 | Ine Wigernæs                | Ann Eli Tafjord           | Marjo Korander       |
| 2005/2006 | Katja Ruotsalainen Hiipakka | Annmari Viljanmaa         | Pirjo Porvari        |
| 2006/2007 | Astrid Uhrenholdt Jacobsen  | Kati Venäläinen-Sundqvist | Susanne Nyström      |
| 2007/2008 | Ingri Aunet Tyldum          | Sara Svendsen             | Karianne Bjellånes   |
| 2008/2009 | Sara Svendsen               | Kristin Mürer Stemland    | Agnetha Åsheim       |
| 2009/2010 | Ingvild Flugstad Østberg    | Marte Elden               | Eva Svensson         |
| 2010/2011 | Heidi Weng                  | Britt Ingunn Nydal        | Astrid Øyre Slind    |
| 2011/2012 | Martine Ek Hagen            | Maria Nysted Grønvoll     | Britt Ingunn Nydal   |
| 2012/2013 | Kari Vikhagen Gjeitnes      | Tuva Toftdahl Staver      | Britt Ingunn Nydal   |
| 2013/2014 | Kathrine Harsem             | Martine Ek Hagen          | Marthe Kristoffersen |
| 2014/2015 | Kathrine Harsem             | Silje Øyre Slind          | Silje Theodorsen     |
| 2015/2016 | Barbro Kvåle                | Sofia Henriksson          | Jonna Sundling       |
| 2016/2017 | Anna Dyvik                  | Tiril Udnes Weng          | Lotta Udnes Weng     |
| 2016/2018 | Tiril Udnes Weng            | Lotta Udnes Weng          | Jonna Sundling       |
| 2018/2019 | Anne Kjersti Kalvå          | Johanna Hagström          | Moa Lundgren         |